# Yannick Bastos
Yannick Bastos (Ciudad de Luxemburgo, 30 de mayo de 1993) es un exfutbolista luxemburgués, con nacionalidad portuguesa, que jugaba como centrocampista.

## Trayectoria
Bastos pasó por los equipos de Luxemburgo U. S. Rumelange, club en el cual debutó profesionalmente en 2009 y por el F. C. Differdange 03. También estuvo por el SV Eintracht Trier 05 de Alemania.  Estos tres clubes fueron el comienzo de su carrera como futbolista profesional, que lo llevaron a firmar un contrato por un año y medio con el Bolton Wanderers inglés el 31 de enero de 2014.
Al final de la temporada 2023-24 puso fin a su carrera siendo jugador del F. C. Progrès Niedercorn y continuó en el club como director deportivo.

## Selección nacional
Su debut en la selección de Luxemburgo se produjo en 2013 y disputó un total de cinco partidos.

## Vida personal
Ambos padres de Bastos, descienden de portugueses.

## Clubes
| Club                     | País       | Año       |
| ------------------------ | ---------- | --------- |
| U. S. Rumelange          | Luxemburgo | 2009-2010 |
| SV Eintracht Trier 05    | Alemania   | 2010-2011 |
| U. S. Rumelange          | Luxemburgo | 2011-2012 |
| F. C. Differdange 03     | Luxemburgo | 2012-2014 |
| Bolton Wanderers F. C.   | Inglaterra | 2014      |
| F. C. Differdange 03     | Luxemburgo | 2015-2018 |
| F. C. Progrès Niedercorn | Luxemburgo | 2018-2024 |